# Mária Gulácsy
Mária Gulácsy (27 de abril de 1941-13 de abril de 2015) fue una deportista húngara que compitió en esgrima, especialista en la modalidad de florete.
Participó en los Juegos Olímpicos de México 1968, obteniendo una medalla de plata en la prueba por equipos. Ganó tres medallas en el Campeonato Mundial de Esgrima entre los años 1962 y 1967.

## Palmarés internacional
| Juegos Olímpicos   | Juegos Olímpicos          | Juegos Olímpicos | Juegos Olímpicos    |
| Año                | Lugar                     | Medalla          | Prueba              |
| ------------------ | ------------------------- | ---------------- | ------------------- |
| 1968               | Ciudad de México (México) | Medalla de plata | Florete por equipos |
| Campeonato Mundial |                           |                  |                     |
| Año                | Lugar                     | Medalla          | Prueba              |
| 1962               | Buenos Aires (Argentina)  | Medalla de oro   | Florete por equipos |
| 1966               | Moscú (URSS)              | Medalla de plata | Florete por equipos |
| 1967               | Montreal (Canadá)         | Medalla de oro   | Florete por equipos |